# Jacob Møller
Jacob Møller (født 27. december 1839 i Grenaa, død 17. juli 1915 i Hadsund) var en dansk købmand, grossist og bryggeriejer. Han blev gift i 1865 med Ane Marie Christine Lehd. Jacob Møller var en en dygtig handelsmand, han var bl.a. formand for Hadsund Boger- og Grundejerforening og meddirektør i Hadsund Bank, og han blev efter Hadsund Kirkes opførelse medlem af den første kirkebestyrelse.
Han flyttede til Hadsund i 1865, hvor han drev købmandshandel i Nørregade 1. I 1867 købte han gården Bertelshøj, og i 1868 købte han nabo gården Aagaardestedet. På Bertelshøj opførte han sin købmandsgård Jacob Møllers Gård i 1878. I Aagaardestedet oprettede han et bryggeri, som senere blev kendt som Hadsund Bryggeri.
Jacob Møllers søn Svend Møller oprettede et hotel i Storegade 36, ved navn Møllers Hotel, Jydegården. I forstuen var der købmandshandel og senere isenkram og manufaktur.
I 1908 byggede han en villa som bolig, den har fået navnet Jacob Møllers villa.
Ane Marie Christine Lehd døde i 1880'erne og blev begravet på Visborg Kirkegård, men blev flyttet til Hadsund i 1899 til et familiegravsted, Jacob havde købt på Hadsund Kirkegård.
Jacob Møller døde i 1915 og ligger begravet sammen med sine børn og sin kone.
Jacob Møller skænkede blandt andet byggegrunden til Hadsund Kirke. Han har også givet navn til Jacob Møllersgade i Hadsund.

## Hadsund Bryggeri
På Møllers bryggeri blev der brygget Hadsund Hvidtøl, Hadsund Påskehvidtøl, Hadsund Bord-Øl, Hadsund-Øl og Hadsund Jule-Øl. Hadsund Bryggeri blev overtaget af Carlsberg i 1970'erne og var i drift frem til 1976, da det bukkede under i konkurrencen med de store bryggerier. Bygningerne, der rummede øl- og mineralvandsfremstilling, blev revet ned i 1978. Hadsund Jule Hvidtøl bliver stadig lavet; den kendes i dag som Jule Hvidtøl Ceres.